# Sauzé-entre-Bois
Sauzé-entre-Bois ist eine französische Gemeinde mit 2.259 Einwohnern (Stand: 1. Januar 2022) im Département Deux-Sèvres in der Region Nouvelle-Aquitaine. Sie gehört zum Arrondissement Niort und ist Mitglied im Gemeindeverband Communauté de communes Mellois en Poitou.

## Geschichte
Sauzé-entre-Bois entstand mit Wirkung vom 1. Januar 2025 als Commune nouvelle durch Zusammenlegung der bis dahin selbstständigen Gemeinden Sauzé-Vaussais, Caunay, Montalembert, Pers und Pliboux, die fortan den Status als Communes déléguées besitzen. Der Verwaltungssitz befindet sich in Sauzé-Vaussais.

## Gemeindegliederung
| Commune déléguée                 | Ehemaliger INSEE-Code | PLZ   | Fläche (km²) | Einwohnerzahl (2022) |
| -------------------------------- | --------------------- | ----- | ------------ | -------------------- |
| Sauzé-Vaussais (Verwaltungssitz) | 79307                 | 79190 | 19,08        | 1.497                |
| Caunay                           | 79060                 | 79190 | 14,42        | 0176                 |
| Montalembert                     | 79180                 | 79190 | 11,80        | 0298                 |
| Pers                             | 79205                 | 79190 | 04,73        | 0069                 |
| Pliboux                          | 79212                 | 79190 | 15,29        | 0219                 |

## Geografie
Sauzé-entre-Bois liegt etwa 53 Kilometer südöstlich von Niort, etwa 54 Kilometer südsüdwestlich von Poitiers und etwa 51 Kilometer nördlich von Angoulême an der Grenze zu den benachbarten Départements Vienne im Osten und Charente im Süden. Die Gemeinde befindet sich in der historischen Provinz des Poitou. Sie befindet sich in den Einzugsgebieten der Charente und der Loire. Ihr Gebiet wird von der Péruse, von der zeitweise trockenfallenden Bouleure und weiteren kleineren Fließgewässer entwässert.
Teile des Gemeindegebiets gehören zum 24.450 Hektar großen Natura-2000-Schutzgebiet „Plaine de La Mothe-Saint-Héray-Lezay“ (FR5412022) und von drei ZNIEFF-Naturzonen.
Umgeben wird Sauzé-entre-Bois von den 14 Nachbargemeinden:
|                                        | Sainte-Soline Vanzay                                                                             | Chaunay (Vienne)                          |
| Clussais-la-Pommeraie Mairé-Levescault | Kompassrose, die auf Nachbargemeinden zeigt                                                      | Limalonges                                |
| La Chapelle-Pouilloux Lorigné          | Les Adjots (Charente) Saint-Martin-du-Clocher (Charente) Londigny (Charente) Montjean (Charente) | Val-de-Comporté (Vienne) Voulême (Vienne) |

## Sehenswürdigkeiten
| Name                                                                      | Ort            | Bemerkungen     | Bild |
| ------------------------------------------------------------------------- | -------------- | --------------- | ---- |
| Kirche Saint-Junien                                                       | Sauzé-Vaussais | 12. Jahrhundert |      |
| Taubenschlag                                                              | Sauzé-Vaussais |                 |      |
| Uhrenturm                                                                 | Sauzé-Vaussais | 1840            |      |
| Kirche Saint-Pierre-aux-Liens                                             | Caunay         |                 |      |
| Kirche Saint-Sylvestre                                                    | Montalembert   |                 |      |
| Früheres Grammontenserpriorat                                             | Montalembert   |                 |      |
| Schloss Montalembert                                                      | Montalembert   |                 |      |
| Friedhof mit einer Totenleuchte und vier verzierten steinernen Grabdeckel | Pers           |                 |      |
| Kirche Notre-Dame                                                         | Pers           |                 |      |
| Kirche Saint-Martin                                                       | Pliboux        |                 |      |

## Bildung
Sauzé-entre-Bois verfügt im Ortsteil Sauzé-Vaussais über
- eine öffentliche Vorschule (École maternelle),
- eine öffentliche Vor- und Grundschule (École primaire) und
- ein öffentliches Collège „Anne Frank“.[4]

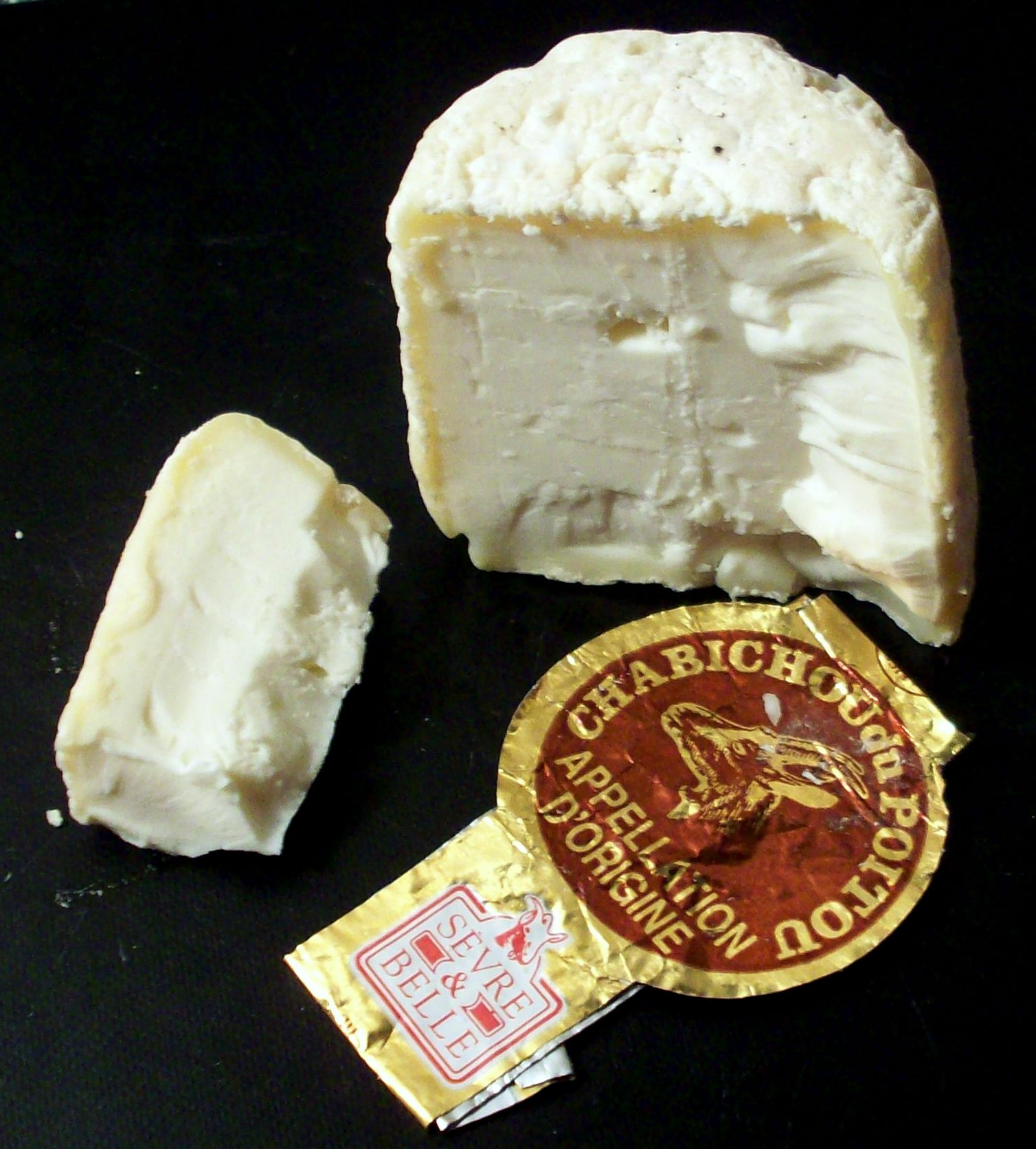
Chabichou du Poitou

## Wirtschaft
Sauzé-entre-Bois liegt in den Zonen AOC
- des Chabichou du Poitou, eines Weichkäses aus roher Ziegenmilch und
- der Buttersorten
  - Charentes-Poitou,
  - Charentes und
  - Deux-Sèvres.[5]

## Verkehr
Die hier autobahnähnlich ausgebaute Route nationale 10 von Paris nach Urrugne an der spanischen Grenze durchquert das Gemeindegebiet im Südosten auf einem kurzen Abschnitt mit einer Ausfahrt bei Montalembert. Die Departementsstraße D 948, die ehemalige Route nationale 148 von der Île de Noirmoutier im Département Vendée nach Étagnac im Département Charente, durchquert Sauzé-Vaussais von West nach Ost. Die nachgeordnete Departementsstraße D 1 wird in westlicher Richtung nach Chef-Boutonne geführt, die D 15 in nordwestlicher Richtung nach Lezay, die D 54 in südlicher Richtung nach Ruffec. Weitere nachgeordnete Departementsstraßen und lokale Landstraßen verbinden die Ortsteile von Sauzé-entre-Bois miteinander und mit Nachbargemeinden.

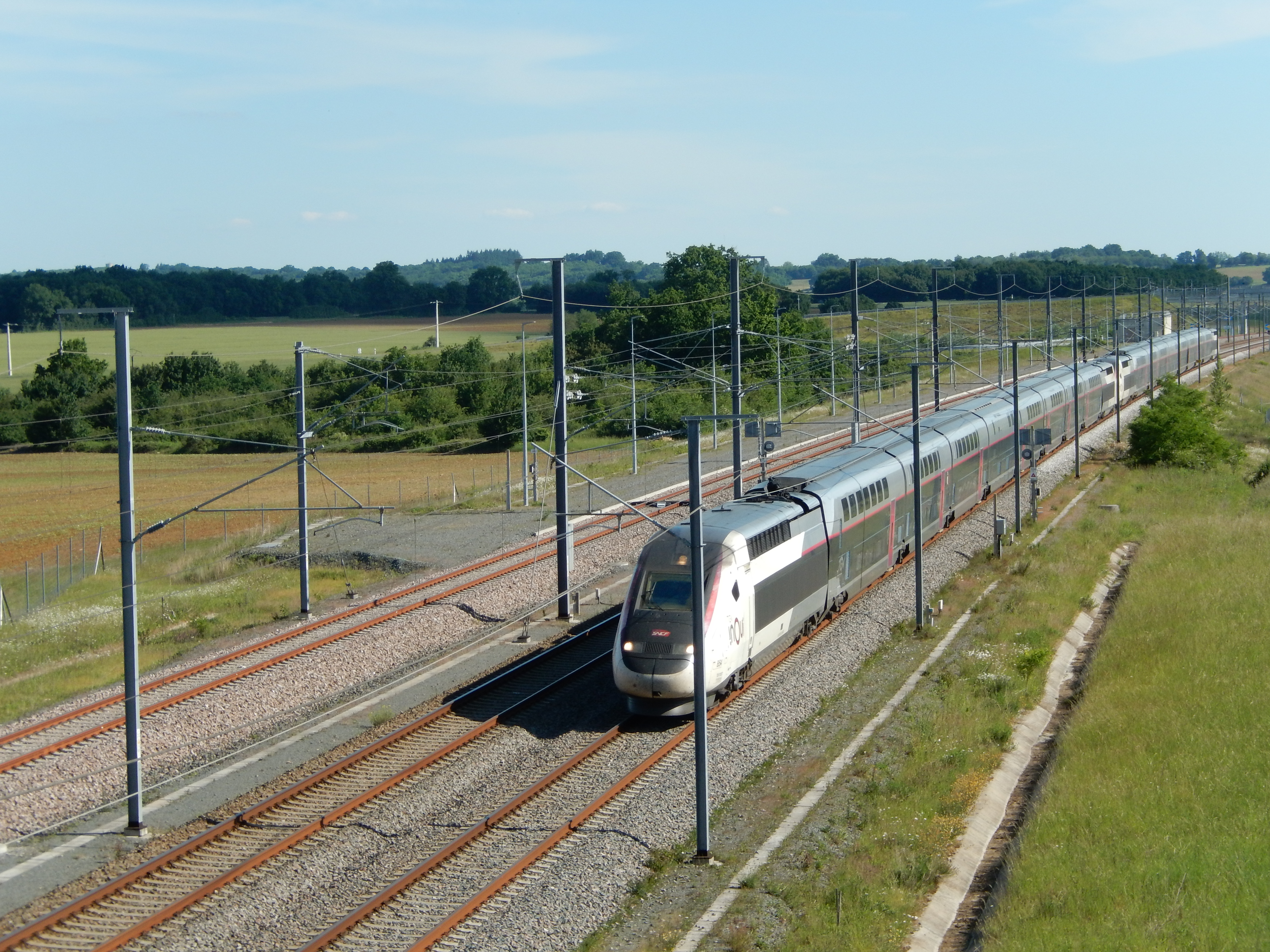
Hochgeschwindigkeitszug bei Pliboux

Busse von zwei Linien des Transportunternehmens Modalis der Region Nouvelle-Aquitaine verbinden die Gemeinde mit Niort, Chef-Boutonne und Civray.
Die Schnellfahrstrecke LGV Sud Europe Atlantique von Paris zum Bahnhof Bordeaux-Saint-Jean durchquert das Gemeindegebiet ohne Haltepunkt.